# Paulinia acuminata
Sous-famille
Synonymes
- Coelopterninae Stål, 1873

Genre
Synonymes
- Coelopterna Stål, 1873

Espèce
Synonymes
- Acrydium acuminatum De Geer, 1773
- Paulinia muscosa Blanchard, 1843
- Epacromia selecta Walker, 1871
- Coelopterna stalii Scudder, 1875
- Coelopterna acuminata brevipennis Giglio-Tos, 1894

Paulinia acuminata, unique représentant du genre Paulinia et de la sous-famille des Pauliniinae, est une espèce d'insectes orthoptères de la famille des Acrididae.

## Distribution
Cette espèce se rencontre en Amérique du Sud et en Amérique centrale.

## Publications originales
- De Geer, 1773 : Mémoires pour servir à l'histoire des insectes. vol. 3.
- Alcide d'Orbigny, 1843 : Voyage dans l'Amérique méridionale.
- Hebard, 1923 : Studies of the Dermatoptera and Orthoptera of Ecuador. Proceedings Academy Natural Sciences Philadelphia, vol. 76, p. 109–248.